# 39871 Lucagrazzini
39871 Lucagrazzini este o planetă minoră (asteroid), cu un diametru de 3,58 km, din centura de asteroizi. A fost descoperită pe 27 februarie 1998 la stazione osservativa di Asiago Cima Ekar⁠(d) de Giuseppe Forti⁠(d). 
Obiectul prezintă o orbită caracterizată de o semiaxă mare de 2,5710184 UAi, o excentricitate de 0,14, o înclinație de 8,31231 ° în raport cu ecliptica.